# سعید اعزازی
ارتشبد سعید اعزازی در حدود ۱۲۹۴ خورشیدی متولد شد. پس از اتمام تحصیلات متوسطه وارد دانشکده افسری شد و از آنجا فارغ‌التحصیل گردید. در ۱۳۱۷ با درجه ستوان یکمی مجدداً وارد دانشکده افسری گردید و دوره فن خلبانی را طی کرد. برای تکمیل فن خلبانی چند دوره کوتاه مدت به کشورهای اروپائی اعزام شد. در ۱۳۴۳ درجه سپهبدی گرفت و به قائم مقامی نیروی هوائی منصوب گردید. در مهرماه ۱۳۵۳ ارتشبد و بازنشسته شد.